# Karel Koutský
Karel Koutský (21. října 1897 Louny – 2. července 1964 Brno) byl český matematik.

## Život
Narodil se v Lounech do rodiny poštovního zřízence, maturitu složil v roce 1915 v Kutné Hoře, pak nastoupil ke studiím na pražskou techniku, ale následně musel narukovat. Studium nakonec ukončil na Karlově univerzitě v roce 1922 a posléze zde získal v roce 1926 doktorát.
Od roku 1921 byl zaměstnán coby středoškolský profesor a to nejprve na slovenských školách (v letech 1921-22 v Trnavě a pak v letech 1922-1928 v Zlatých Moravcích). Už během této doby vědecky publikoval a také se zajímal o dějiny matematiky na Slovensku. Později vyučoval v Hodoníně (1928–1931) a v Brně (1931–1946), kde se posléze stal vyučujícím na Pedagogické fakultě Univerzity Jana Evangelisty Purkyně a později řádným profesorem a také vedoucím katedry matematiky na Přírodovědecké fakultě.
Kromě didaktiky, historie a ideologie matematiky se zabýval zejména teorií čísel a geometrií. Mezi jeho výsledky patří zobecnění Brunovy věty.